# Safaria liberiensis
Safaria liberiensis är en tvåvingeart som beskrevs av Richards 1968. Safaria liberiensis ingår i släktet Safaria och familjen hoppflugor.
Artens utbredningsområde är Liberia. Inga underarter finns listade i Catalogue of Life.